# ベト・オルーク
ロバート・フランシス・"ベト"・オルーク（英語: Robert Francis "Beto" O'Rourke、1972年9月26日 - ）は、テキサス州エルパソ出身のアメリカ合衆国の政治家（民主党）。エルパソ市議会議員などを経て、2013年から3期6年合衆国下院議員を務める。
2018年の中間選挙ではテキサス州選出上院選挙の民主党指名候補となったが、共和党現職のテッド・クルーズに得票率差48.3-50.9%で敗れた。これは1988年を最後に上院選で民主党の勝利例がない保守州のテキサスにおいて異例の僅差であった。

## 政策

### 基本
下院議員時代は、民主党内の中道と中道左派のメンバーによって構成され、中道政治と財政保守主義の立場を取る「新民主党連合」に所属していた（上院出馬に伴い脱退）。

### 2020年アメリカ合衆国大統領選挙への出馬
2019年3月15日、2020年アメリカ合衆国大統領選挙への出馬を正式に表明。
物腰や演説の口調などがバラク・オバマ元大統領や故ロバート・ケネディ元上院議員を連想させることから若者を中心に人気があり、2018年に行われた上院議員選挙（前述）の実績から有力候補の一人として目されていたが、2019年7月30日に行われた民主党の第二回討論会では、バーニー・サンダースに代表されるリベラル系候補と彼らに反論する候補の中で埋没してしまい存在感を示すことができなかった。CNNからは討論会における敗者の筆頭扱いされ、台本通りの硬い発言と酷評されている。
2019年8月3日、出身地のエルパソのウォルマートにてエルパソ銃乱射事件が発生。ラスヴェガスで開かれていた労働組合関係の集会で一報を聞き、「（銃規制改革は）放っておけば自然となんとかなるなどという幻想は打ち砕かれた」とアピールした後、遊説の予定を変更して地元へ戻った。その後、選挙戦を2週間近く中断。復帰時には銃規制を支持する立場を打ち出した。
2019年11月1日、支持率の低下や資金調達の困難さにより、大統領選から撤退することを明らかにした。2020年3月2日にジョー・バイデン支持を表明。

### 2022年テキサス州知事選挙
2022年11月8日執行のテキサス州知事選挙に立候補。立候補を目指し活動していた2022年5月にロブ小学校銃乱射事件が発生した際、オルークはグレッグ・アボット州知事が記者会見を行っている場に駆け付け、銃規制に言及しない知事を非難したが、その場にそぐわないとして会場から排除された。11月の選挙では現職のアボットに破れ落選した。

## 私生活

### 生まれ
4代目のアイルランド系アメリカ人であるが、正式のファーストネームをもらった祖父と区別するために家族からスペイン語で一般的な通称であるベト（Beto）と呼ばれて育った。
10代の頃はコンピュータハッカー集団のカルト・オブ・ザ・デッド・カウのメンバーだった。ダイアルアップモデムを使うために長距離電話サービスを盗んだことを認めている。また、1974年のホークウインドのロックソングから取った「サイケデリック・ウォーロード」というハッカー名でcDcに多数の詩や文章を書いていた。しかし、後に性的、暴力的なテーマの短編を書いたことは後悔していると語っている。
コロンビア大学を卒業。
青年時代、アット・ザ・ドライヴインのセドリック・ビクスラーが率いるハードコア・バンド「FOSS」のベーシストとして活動していた。

### 家族
オルークは2005年9月24日にニューメキシコ州ラミーにある妻エイミー・フーバー・サンダースの両親の牧場で結婚した。エイミーの父ウィリアム・サンダースは不動産で200億ドルもの純資産を一代で築いたアメリカ有数の実業家であり（ブルームバーグは彼を「不動産界のウォーレン・バフェット」だと述べている）、母のローアン・サンダースはラ・フェ・コミュニティ・デベロップメント・コーポレーションの教育分野担当の理事であり、ラ・フェ・プレパラトリー・チャーター・スクールのエグゼクティブ・ディレクターを務めている。現在3人の子どもがいる。

### 信仰
キリスト教、ローマ・カトリック教会の信徒である。

## 外部サイト
- Beto for Texas（上院選・選挙運動サイト）
- ベト・オルーク (betoorourke) - Facebook
- ベト・オルーク (@RepBetoORourke) - X（旧Twitter）
- ベト・オルーク (@betoorourke) - Instagram
- ベト・オルーク (@betofortexas) - Medium